# زدرافكو تودوروف
زدرافكو تودوروف (بالبلغارية: Здравко Тодоров)‏ هو لاعب كرة قدم بلغاري في مركز الهجوم، ولد في 28 نوفمبر 1982 في الخرمانية ‏ في بلغاريا. لعب مع نادي بيروي ستارا زاغورا.